# Lorenz Caffier

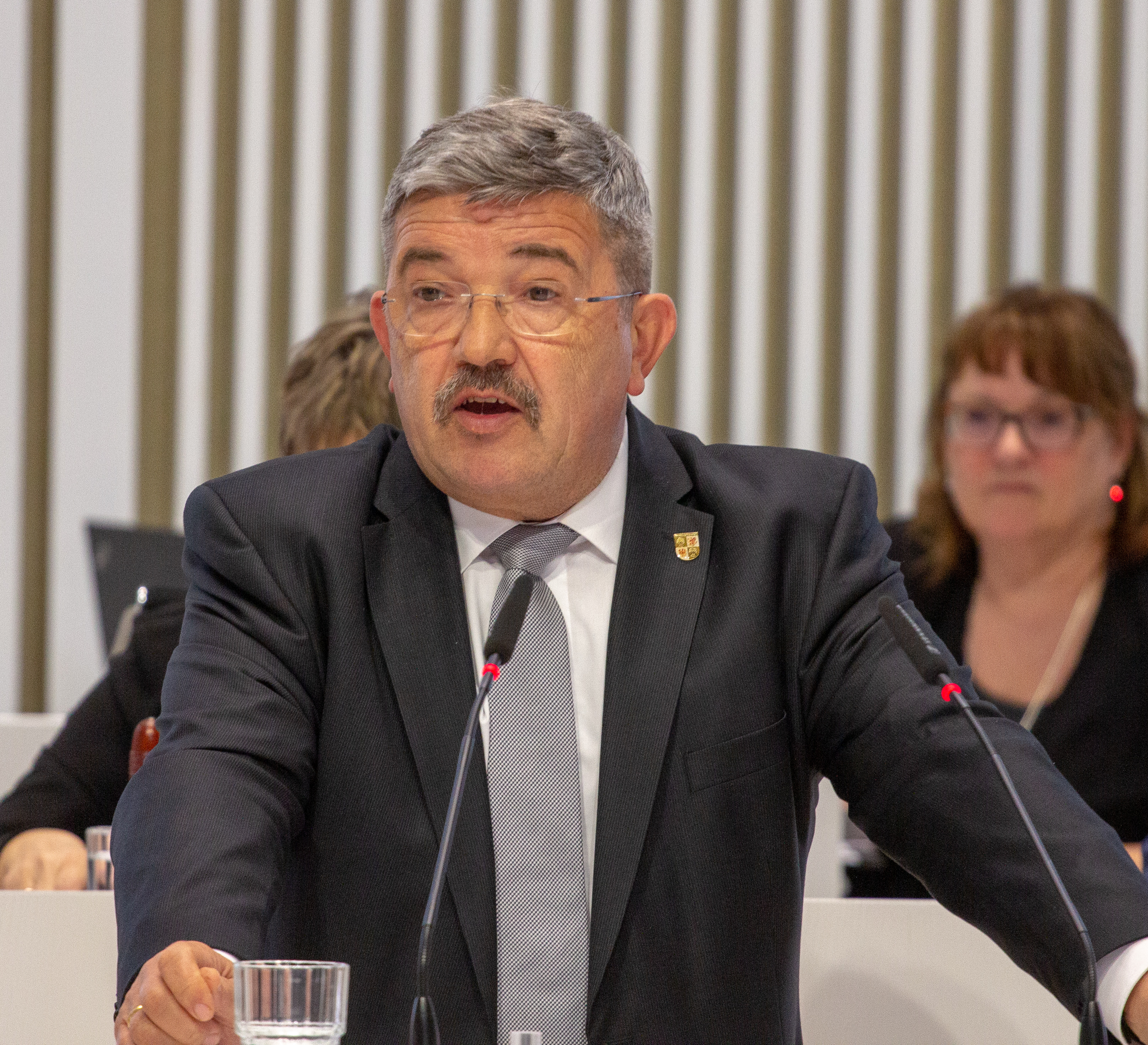
Lorenz Caffier (2019)

Lorenz Caffier (* 24. Dezember 1954 in Weixdorf) ist ein deutscher Politiker (CDU). Er war von 2006 bis 2020 Innenminister des Landes Mecklenburg-Vorpommern und von 2011 bis 2020 stellvertretender Ministerpräsident. Im November 2020 trat er von seinem Amt zurück.

## Leben und Beruf
Caffier wurde als dritter Sohn des evangelischen Pfarrers und staatsnahen DDR-Kirchenfunktionärs Wolfgang Caffier in Weixdorf bei Dresden geboren. Nach dem Besuch der Polytechnischen Oberschule (POS) absolvierte Caffier eine Berufsausbildung mit Abitur zum Forstfacharbeiter und leistete anschließend den 18-monatigen Wehrdienst in der Nationalen Volksarmee ab.
1976 begann er ein Studium an der Ingenieurhochschule in Berlin-Wartenberg, welches er 1980 als „Diplom-Ingenieur für Land- und Forsttechnik“ beendete – laut Einigungsvertrag von 1990 gleichwertig dem Diplom an einer Fachhochschule, abgekürzt „Diplom-Ingenieur (FH)“.
Danach arbeitete er von 1980 bis 1983 als Kundendienstingenieur beim Kombinat Fortschritt Landmaschinen in Neubrandenburg. Anschließend übernahm er die technische Leitung der LPG (P) in Lichtenberg. Von 1989 bis 1990 war er deren Vorsitzender. Mit der Auflösung der LPG verlor er wenig später seine Position und widmete sich fortan der Politik.
Lorenz Caffier ist verheiratet und hat vier Kinder.

## Politik

### Partei
Caffier trat 1979 in die CDU der DDR ein. Seinen Eintritt umschreibt er so: „Ich bin das, was man nach der Wiedervereinigung eine Blockflöte genannt hat.“ Von 1990 bis 2005 war er Vorsitzender des CDU-Kreisverbandes Mecklenburg-Strelitz und von 1993 bis 2005 Landesschatzmeister der CDU Mecklenburg-Vorpommern. Von 2005 bis 2009 amtierte Caffier als Generalsekretär der CDU Mecklenburg-Vorpommern. Schließlich fungierte er von November 2009 bis April 2017 als Landesvorsitzender der CDU Mecklenburg-Vorpommern. Er folgte damit Jürgen Seidel in diesem Amt. Sein Nachfolger wurde am 8. April 2017 Vincent Kokert.

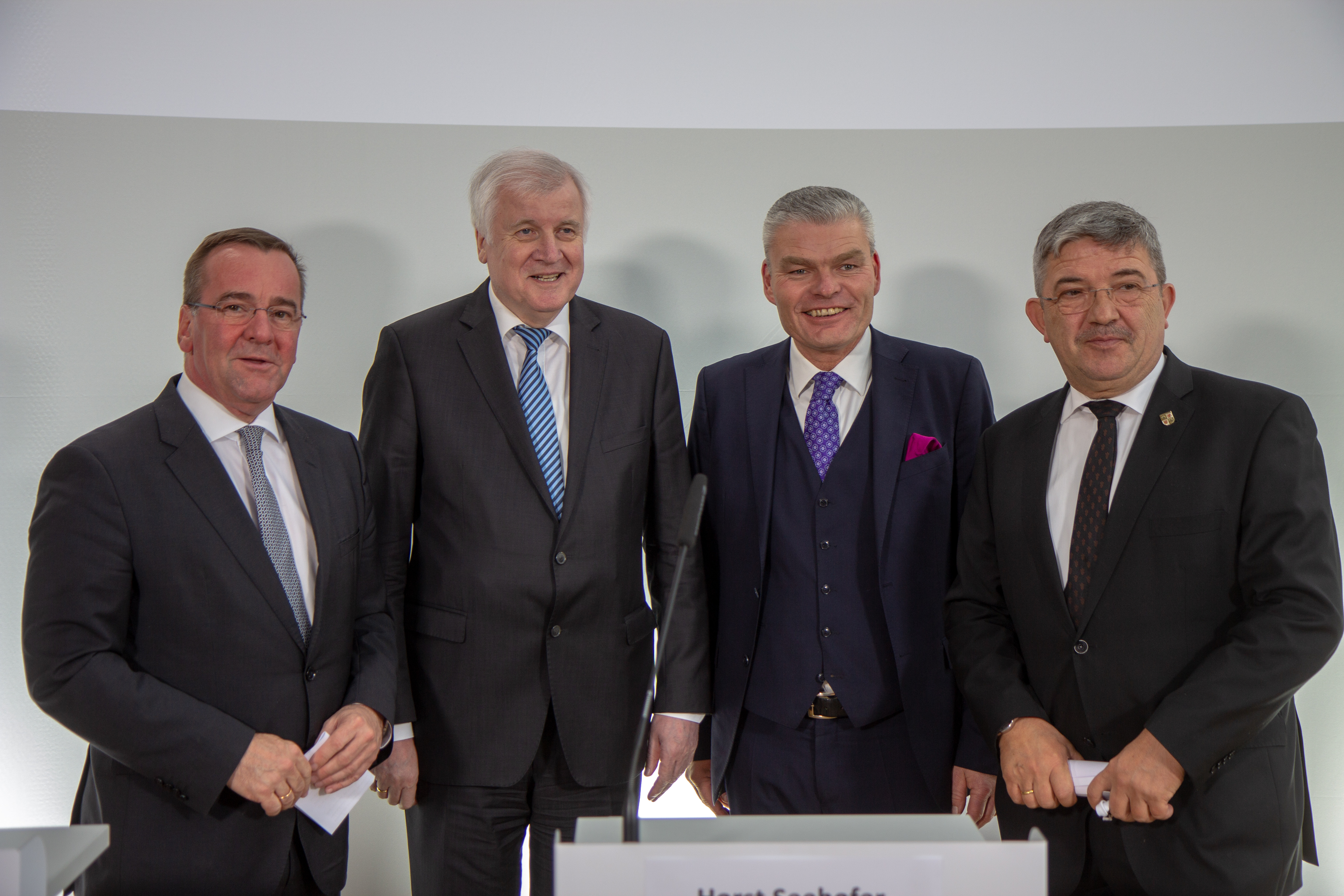
Caffier (rechts im Bild) zum Abschluss der 209. Innenministerkonferenz vom 28. bis 30. November 2018 in Magdeburg mit Boris Pistorius, Horst Seehofer und Holger Stahlknecht.

### Innenminister
Nach der Landtagswahl 2006 kam es in Mecklenburg-Vorpommern zur Bildung einer Großen Koalition. Am 7. November 2006 wurde Caffier durch Ministerpräsident Harald Ringstorff (SPD) zum Minister für Inneres und Sport ernannt. Nach der Regierungsumbildung am 6. Oktober 2008, bedingt durch das Ausscheiden von Ringstorff aus seinem Amt als Ministerpräsident, blieb das Innenressort weiter in seiner Verantwortung. Er war ab 2006 bis zu seinem Ausscheiden aus der Landesregierung Vorsitzender des Verteidigungsausschusses des Bundesrats.
Caffier diente als Innenminister (von 2006 bis 2016 „Minister für Inneres und Sport“, und von 2016 bis 2020 „Minister für Inneres und Europa“) des Landes Mecklenburg-Vorpommern in den Kabinetten Ringstorff III, Sellering I, II und III und im Kabinett Schwesig I.
Als Innenminister war Lorenz Caffier Verantwortlicher für die Sicherheit des Weltwirtschaftsgipfels 2007 in Heiligendamm, in dessen Zusammenhang er durch Realakt eine Einsatzmedaille des Landes stiftete. Ein Schwerpunkt seiner Arbeit war der Kampf gegen den Rechtsextremismus. Ein Erlass von Lorenz Caffier in der Tradition des Radikalenerlasses sollte durch die Anwendung eines „Gesinnungstests“ eine Berufung von Rechtsradikalen in öffentliche Ehrenämter wie z. B. ehrenamtliche Bürgermeister verhindern. Während aus den Reihen von SPD und Linkspartei Unterstützung kam, wurde das Vorhaben vom Städte- und Gemeindetag zwar unterstützt, jedoch eine andere Lösung angestrebt (Stellungnahme des Städte- und Gemeindetags LT-Drs.5/2161: Es sei zu kritisieren, dass der Wahlausschuss und nicht die Rechtsaufsichtsbehörde über die beamtenrechtliche Qualifikation entscheide.); Bündnis 90/Die Grünen und andere Verbände lehnten es ab. 2019 ersetzte er LKA-Chef Ingolf Mager durch Rogan Liebmann.
Lorenz Caffier war auch Fachminister für eine umfassende Verwaltungsreform in Mecklenburg-Vorpommern, wie Kreisgebietsreform, Funktionalreform und kommunaler Finanzausgleich. Seine Politik zielte auf eine Stärkung der inneren Sicherheit durch die Neuorganisation der Landespolizei und verstärkte Anstrengungen zur Konsolidierung der kommunalen Haushalte.
Er war Sprecher der CDU-geführten Innenministerien und Innenbehörden der Länder zum Parteienverbotsverfahren gegen die NPD.
Am 17. November 2020 gab er mit einer persönlichen Erklärung seinen Rücktritt als Minister für Inneres und Europa bekannt. Er begründete dies mit der Art und Weise der Berichterstattung in den Medien nach Bekanntwerden seines Kaufs einer Waffe von einem Händler, der Mitglied der rechtsextremen Gruppe Nordkreuz war. Wegen der suggerierten Nähe seiner Person zu rechten Kreisen besitze er nicht mehr die nötige Autorität für das Amt. Sein Nachfolger wurde Torsten Renz.

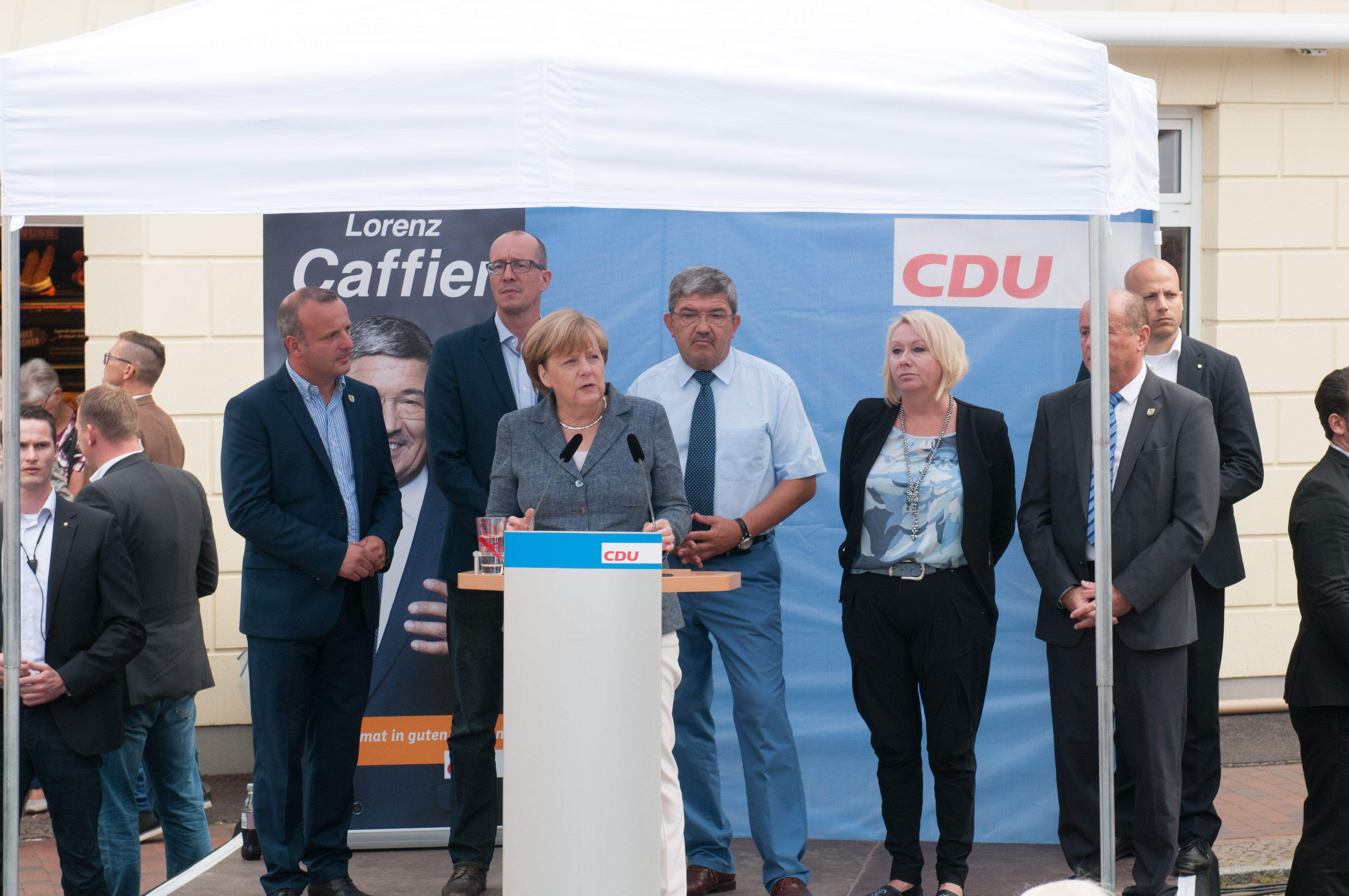
Caffier auf der Abschlussveranstaltung zur Landtagswahl 2016 der CDU Mecklenburg-Vorpommern mit Angela Merkel in Bad Doberan

### Wahlen
Von März bis Oktober 1990 gehörte Caffier der ersten frei gewählten Volkskammer der DDR an.
Von 1990 bis 2021 war er Mitglied des Landtages von Mecklenburg-Vorpommern. Hier war er von 1990 bis 2006 parlamentarischer Geschäftsführer und Sprecher für Sportpolitik der CDU-Landtagsfraktion. Außerdem war er in dieser Zeit Präsidiumsmitglied des Landessportbundes Mecklenburg-Vorpommern. Zuletzt zog er 2016 über das Direktmandat des Wahlkreises Mecklenburgische Seenplatte V in das Landesparlament ein. Von 1994 bis 2006 war Caffier Mitglied des Kreistages Mecklenburg-Strelitz und hatte dort unter anderem die Funktion des stellvertretenden Kreistagspräsidenten bzw. Fraktionsvorsitzenden inne.
Caffier holte als Spitzenkandidat bei der Landtagswahl 2011 mit 23,0 % der Stimmen das niedrigste Wahlergebnis der CDU in der Landesgeschichte und als erneuter Spitzenkandidat für die Landtagswahl 2016 ein noch einmal niedrigeres Endergebnis von 19,0 % der Stimmen. Beide Male unterlag er gegen den amtierenden Ministerpräsidenten Erwin Sellering. Bei der Landtagswahl 2016 wurde die CDU dabei unter seiner Führung nur drittstärkste Kraft nach SPD und AfD und verlor auch zahlreiche 2011 noch errungene Direktmandate an Kandidaten dieser Parteien. Fragen von Journalisten und Anhängern der CDU-Basis nach einem Rücktritt, Kritik an seinem Wahlkampf und Vorwürfe, dass es ihm vorrangig um seinen „Posten“ als Innenminister ging, wies er zurück.
Bei der Landtagswahl 2021 kandidierte er nicht mehr.

## Kontroversen

### Ferienhaus auf Usedom
Caffier kaufte 2007 von der Gemeinde Benz auf Usedom direkt am Nepperminer See für 2700 Euro 54 Quadratmeter Land mit einem Bauverbot wegen des dortigen nach § 30 BNatSchG gesetzlich geschützten Schilfgürtels. Der Verkauf wurde vom CDU-Bürgermeister von Benz durchgeführt, dessen Frau das Nachbargrundstück kaufte; auch zwei weitere angrenzende Grundstücke wurden verkauft. Monate vor dem Kauf war illegal Erdreich über die Grundstücksgrenze hinaus in den See gekippt worden. Caffier kaufte anschließend weitere 113 Quadratmeter frühere Wasserfläche aus Bundeseigentum. Auf den Grundstücken wurden Ferienhäuser errichtet. Im August 2019 scheiterte Caffier mit einer Unterlassungsklage vor dem Landgericht Stralsund gegen den SPD-Kreistagabgeordneten Günther Jikeli, dem Caffier verbieten lassen wollte, den Bau seines Hauses als rechtswidrig und illegal zu bezeichnen. Im November 2020 warf der Journalist Steffen Dobbert Caffier im Buch Heimatsuche Vorteilsnahme vor. Das private Boot des Innenministers, das im Sommer vor seinem Ferienhaus im Wasser lag, wurde im Winter in einer zu 90 Prozent mit Steuergeldern bezahlten Gemeindehalle einquartiert, ohne dass Caffier dafür eine Nutzungsgebühr an die Gemeinde zahlte. Da es sich bei der Gemeinde um jenen Ort handelte, in dem Caffiers Ferienhausnachbar, Golfplatz- und CDU-Parteifreund Karl-Heinz Schröder Bürgermeister gewesen war, wurde Caffier Vorteilsnahme vorgeworfen.

### Waffenkauf
Im November 2020 berichtete die Berliner Tageszeitung (taz) über das Gerücht, Caffier habe von Frank T., einem Mitglied der rechtsextremen Gruppe Nordkreuz, eine Waffe erworben und Schießtraining von ihm erhalten. Seit März 2020 seien mehrere diesbezügliche Anfragen der Zeitung an das von Caffier geleitete Innenministerium erfolglos geblieben. T. ist Veranstalter des „Special Forces Workshop“, bei dem Spezialkräfte der Polizei Schießtrainings absolvieren und dessen Mitveranstalter bis 2018 das Landeskriminalamt Mecklenburg-Vorpommern war. Der Schießplatz gehört zu Frank T.s Firma Baltic Shooters und ist nach Recherchen der taz ein zentraler Ort für die Aktivitäten der Gruppe Nordkreuz. Auf den Zeitungsbericht hin erklärte Caffier, er habe Anfang 2018 eine Kurzwaffe für den Gebrauch bei der Jagd erworben; Caffier ist seit 40 Jahren Jäger. Weiterhin äußerte Caffier, zum Zeitpunkt des Kaufs habe T. noch nicht unter Verdacht gestanden und im In- und Ausland als zuverlässiger Ausbildungspartner der Polizei gegolten. „Allerdings“, schrieb die taz, „war der Name des Waffenhändlers bereits im Juli 2017 in der Zeugenaussage eines Hinweisgebers gegenüber Bundesbehörden zu Aktivitäten des rechtsextremen ‚Prepper‘-Netzwerks Nordkreuz genannt worden. Eine Information darüber war damals an das Landesamt für Verfassungsschutz MV ergangen, dort aber offenbar liegengeblieben.“ Ende Dezember 2021 erließ das Amtsgericht Güstrow gegen Caffier einen Strafbefehl aufgrund von Vorteilsnahme in Höhe von 45 Tagessätzen à 300 Euro, insgesamt 13.500 Euro, und ordnete die Einziehung der Waffe an. Caffier legte gegen den Strafbefehl keinen Einspruch ein, so dass dieser rechtskräftig wurde.
Caffier bezeichnete die Berichterstattung in der Sache als „völlig enthemmt“.

## Ehrenämter
Seit 2007 ist Caffier Vorsitzender des Landesverbandes Mecklenburg-Vorpommern im Volksbund Deutsche Kriegsgräberfürsorge.

## Nachweise und Anmerkungen
1. ↑  Rücktritt von Innenminister Lorenz Caffier am 17. November 2020. In: Regierungsportal M-V: Pressemitteilung Nr.209. Ministerium für Inneres und Europa, Mecklenburg-Vorpommern – Staatskanzlei, 17. November 2020, abgerufen am 17. November 2020.
2. ↑  Lorenz Caffier: Maschinist der Staatsgewalt. (Memento vom 1. August 2012 im Webarchiv archive.today) In: Financial Times Deutschland. 4. Juni 2007.
3. ↑  Mecklenburg-Vorpommern: Keine Ehrenämter für Rechte
4. ↑  Daniel Schulz, Andreas Speit: Neonazis dürfen nicht in Ehrenämter. In: taz. 5. März 2007, S. 6 (taz.de [abgerufen am 28. Dezember 2021]).
5. ↑  Caffier: Vorfälle bei Landespolizei „beschämend“. In: ndr.de. 2. Dezember 2019, archiviert vom Original (nicht mehr online verfügbar) am 22. Februar 2020; abgerufen am 29. Dezember 2021.
6. ↑  Portal des Innenministeriums (Memento vom 4. Oktober 2011 im Internet Archive)
7. ↑  Regierungsportal der Landesregierung Thema Rubikon (Memento des Originals vom 25. Februar 2009 im Internet Archive)  Info: Der Archivlink wurde automatisch eingesetzt und noch nicht geprüft. Bitte prüfe Original- und Archivlink gemäß Anleitung und entferne dann diesen Hinweis.
8. ↑  www.bpb.de, Bundeszentrale für politische Bildung, 16. Oktober 2013, abgerufen am 16. November 2020
9. ↑  Aktuell: Persönliche Erklärung von Innenminister Lorenz Caffier. Landesregierung von Mecklenburg-Vorpommern, 17. November 2020, abgerufen am 16. Dezember 2020.
10. ↑  Die Abgeordneten früherer Wahlperioden. Landtag Mecklenburg Vorpommern, abgerufen am 27. Dezember 2021.
Die Abgeordneten des Landtages. Landtag Mecklenburg Vorpommern, abgerufen am 27. Dezember 2021.
11. ↑  Caffier, Lorenz. In: Abgeordnete 7. Wahlperiode. Landtag Mecklenburg Vorpommern, abgerufen am 27. Dezember 2021.
12. ↑  „Nach der Wahl keine personellen Konsequenzen“, Bericht des NDR vom 5. September 2016
13. ↑  „Rücktrittsforderungen an Caffier und Holter“, Bericht der Ostsee-Zeitung vom 12. September 2016
14. ↑  „Nach Wahldebakel: Unmut an der CDU-Basis“, Bericht des NDR vom 13. September 2016
15. ↑  Innenminister Caffier kandidiert nicht für den Landtag 2021
16. ↑  Die Aufschüttungen legalisierte der Landkreis Vorpommern-Greifswald nachträglich durch eine Änderung des Bebauungsplanes in einem Gebiet mit Bauverbot. Als Begründung dienten angebliche Projekte zur touristischen Entwicklung, welche allerdings nie realisiert wurden. 2010 setzte man Spundwände und kippte weiteres Erdreich in Schilfflächen. Die Aufschüttung wurden zum Teil mit belastetem Material aus dem Straßenbau durchgeführt. Im Lauf der Jahre verschwanden durch die Aufschüttung etwa 800 Quadratmeter geschütztes Schilf. Später wurden auf den Grundstücken Ferienhäuser gebaut, für die der Bebauungsplan 2007 zwei Ausgleichsmaßnahmen festsetzte, nämlich die Anlage eines Teiches und die Pflanzung einer 75 Meter langen Hecke. Umgesetzt wurde davon aber bis November 2018 nichts. Trotzdem behaupteten sowohl das Amt Usedom-Süd als auch der Landkreis Vorpommern-Greifswald, die Ausgleichsmaßnahmen seien vollzogen worden. Bis September 2019 wurde dann die Hecke gepflanzt, während der Teich nicht angelegt wurde, da das vorgesehene Gebiet laut Amt Usedom-Süd nicht renaturierungswürdig ist. Rechtliche Folgen hatten die seit 2007 durchgeführten illegalen Aufschüttungen und die nicht vollzogenen Ausgleichsmaßnahmen nicht.
17. ↑  Usedom: Bisher kein Ausgleich für Ferienhäuser. NDR.de, 15. November 2018
18. ↑  www.mv-justiz.de „Zivilverfahren wegen des Unterlassungsbegehrens des Innenministers Caffier gegen Äußerungen im Zusammenhang mit seinem privaten Ferienhaus“, 15. August 2019; abgerufen am 16. November 2020
19. ↑  Annette Großbongardt, Horand Knaup: Wenn ein Minister im Schilfgürtel baut. In: Der Spiegel. Nr. 37, 2019 (online).
20. ↑  Steffen Dobbert: Heimatsuche - in 80 Tagen durch Mecklenburg-Vorpommern. Hinstorff Verlag, Rostock 2020, ISBN 978-3-356-02372-5, S. 245.
21. ↑  Paul Middelhoff, Martin Nejezchleba: Politische Privatsachen. 18. November 2020, abgerufen am 10. Dezember 2023.
22. ↑  „Rechte Prepper in Mecklenburg-Vorpommern: Die Privatwaffe des Lorenz Caffier“, taz.de, abgerufen am 13. November 2020
23. ↑  Sebastian Leber: Waffenkauf im rechtsextremen Umfeld: Sonderbare Zurückhaltung – Caffiers Taktik im Nordkreuz-Komplex. tagesspiegel.de, 16. November 2020, abgerufen am 17. November 2020.
24. ↑  „MV-Innenminister muss Hintergründe klären“. FAZ.net, 13. November 2020
25. ↑  Waffenaffäre um Landesinnenminister: Lorenz Caffier gibt Amt auf. In: taz. 17. November 2020 (taz.de [abgerufen am 19. November 2020]).
26. 1 2  Lorenz Caffier: Strafbefehl über 13.500 Euro gegen Mecklenburg-Vorpommerns Ex-Innenminister. In: Spiegel Online. 27. Dezember 2021, abgerufen am 27. Dezember 2021.
27. ↑  Strafbefehl gegen Ex-Innenminister Caffier rechtskräftig. 14. Januar 2022, abgerufen am 14. Januar 2022.

| Personendaten    | Personendaten             |
| ---------------- | ------------------------- |
| NAME             | Caffier, Lorenz           |
| KURZBESCHREIBUNG | deutscher Politiker (CDU) |
| GEBURTSDATUM     | 24. Dezember 1954         |
| GEBURTSORT       | Weixdorf                  |